# Deep Impact (sonda)
Deep Impact je americká kometární sonda určená k průzkumu periodické komety Tempel 1 v rámci programu Discovery. Postavila ji americká firma Ball Aerospace & Technologies Corp.. Po technické stránce řídí let sondy Laboratoř proudového pohonu (JPL) v Pasadeně v Kalifornii. Po odborné stránce projekt řídí vědci z University of Maryland.

## Konstrukce sondy, vybavení
Sonda tvaru pětibokého hranolu má výšku 2,3 m a průměr přibližně 1,7 m. Nese na palubě dva dalekohledy. K dlouhofokálnímu dalekohledu o průměru optiky 30 cm jsou připojeny jedna CCD multispektrální kamera s vysokým rozlišením (rozlišení až 2 metry na obrazový bod ve vzdálenosti 700 km) a infračervený spektrometr pro zjišťování chemického složení plynů v komě komety. Ke krátkofokálnímu dalekohledu o průměru 12 cm je připojena multispektrální kamera s nízkým rozlišením (až 10 m na obrazový bod ve vzdálenosti 700 km). Z boku je připojen rozkládací panel fotovoltaických baterií, který zásobuje systémy sondy elektrickou energií (max. 92 W). Dále je vybavena systémem trysek na hydrazin, sloužících pro stabilizaci a korekce dráhy.
Na spodní straně sondy je připevněn projektil (impaktor) o hmotnosti 372 kg, z čehož 113 kg připadá na měděný balast. Elektrickou energii dodává po oddělení od mateřského tělesa jediná chemická baterie s kapacitou 250 Ah. Na jeho palubě je kromě autonomního navigačního systému, sloužícího pro navedení projektilu na jádro komety, zásob pohonných látek (hydrazinu) a korekčních motorků také dalekohled o průměru 12 cm s kamerou, jejíž snímky slouží především navigačnímu systému k přesnému navádění na cíl, ale také pro získání podrobných snímků jádra komety s rozlišením až 20 cm.

## Průběh letu

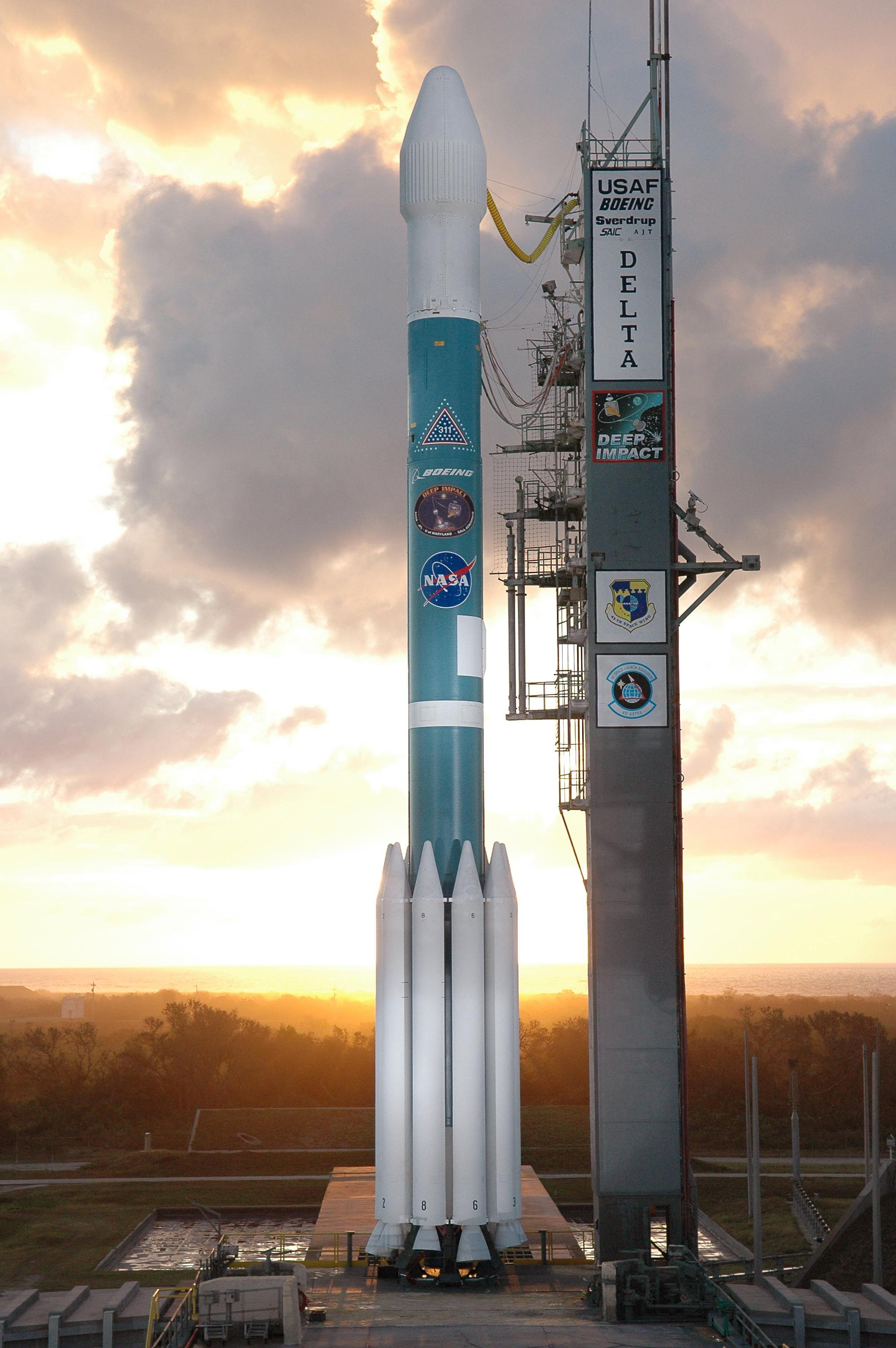
Sonda Deep Impact na vrcholu rakety Delta II připravená ke startu

Sonda byla vypuštěna 12. ledna 2005 nosnou raketou Delta II Model 7925 z kosmodromu Eastern Test Range na Floridě na meziplanetární dráhu směrem ke kometě 9P/Tempel 1. Po cestě byla dráha zpřesněna několika drobnými korekcemi. Dne 25. dubna 2005 sonda pořídila první snímky komety.
Dne 3. července 2005 se od sondy oddělil projektil a mateřská část sondy uskutečnila korekční manévr, aby se vyhnula jádru komety a minula jej ve vzdálenosti přibližně 500 km.
V souladu s plánem projektil narazil relativní rychlostí 10,2 km/s do jádra komety 4. července 2005 v 05:45 UTC. Kinetická energie nárazu činila 19 GJ, což odpovídalo explozi asi 4,5 tuny TNT. Vzhledem k tom, že v době srážky se kometa nacházela ve vzdálenosti 133 mil. km od Země, byl jev pozorován pozemskými observatořemi na západní polokouli přibližně o 7 minut později, v 05:52:15,0 UTC ± 17 sekund. Do pozorování se zapojily i družicové observatoře Hubbleův vesmírný dalekohled, Spitzerův vesmírný dalekohled a další.

## Výsledky mise

Náraz a vyvržení materiálu

Na tiskové konferenci, která se konala 4. července v 08:00 UTC, byly zveřejněny první snímky komety, na jejímž povrchu se nacházely impaktní krátery. Vědci NASA oznámili, že se kvůli materiálu rozptýlenému po dopadu impaktoru nepodařilo zachytit nově vzniklý kráter. Později bylo zjištěno, že je zhruba 100 metrů široký a až 30 metrů hluboký. Analýzy dat z teleskopu Swift, který pracuje v rentgenové části spektra ukázaly, že kometa pokračovala s uvolňováním materiálu z impaktu ještě 13 dní, maximum nastalo pět dní po impaktu. Do vesmíru bylo uvolněno 250 milionů kilogramů vody a mezi 10 a 25 miliony kilogramů prachu.

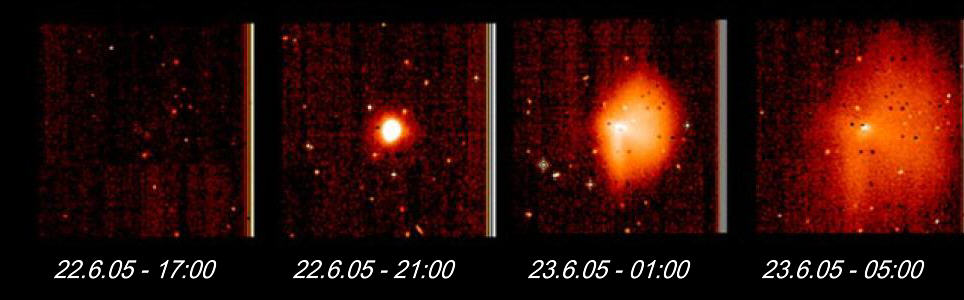
Sonda Deep Impact pořídila tuto sérii snímků, která ukazuje, jak se po nárazu šířil vyvržený materiál do okolí

Počáteční výsledky vědce překvapily, ve vyvrženém materiálu bylo obsaženo více prachu a méně ledu, než se očekávalo. Navíc byl prach nečekaně jemný, podobal se spíše jemnému pudru. Byly nalezeny také další materiály, jíly, uhličitany, sodík a krystalické křemičitany. Jíly a uhličitany obvykle ke svému vzniku potřebují tekutou vodu a sodík je ve vesmíru vzácný. Pozorování také odhalila, že kometa obsahuje zhruba 75 % prázdného prostoru, astronomové přirovnávají povrchové vrstvy komety k sněhové závěji. Vědci vyjádřili zájem o více misí k různým kometám, aby mohli určit, jestli mají podobné složení, či zda se hlouběji uvnitř komet nachází jiné materiály, vzniklé při formování sluneční soustavy.
Astronomové stanovili, že kometa pravděpodobně vznikla v oblasti Oortova oblaku na okraji sluneční soustavy. V závislosti na vnitřním složení komety byli astronomové schopni určit, že komety, které vznikly dále od Slunce, budou obsahovat větší podíl ledu např. z ethanu, který byl na kometě 9P/Tempel přítomen. Jestliže budou mít jiné komety podobné složení, jako Tempel, astronomové předpokládají, že byly zformovány ve stejném regionu.

## Další mise
Vzhledem k stále fungujícímu původnímu letovému vybavení, rozhodla NASA o dalším využití této sondy. Sonda se bude účastnit mise EPOXI, která se skládá ze dvou výzkumů – Deep Impact Extended Investigation (DIXI) a Extrasolar Planet Observation and Characterization (EPOCh).
Program DIXI tvoří výzkum komety Boethin, který bude realizován především při těsném průletu sondy okolo této komety 5. prosince 2008. V rámci programu EPOCh bude sonda pozorovat hvězdy, u kterých je potvrzena existence extrasolárních planet a bude prováděno měření infračerveného spektra Země. Cílem výzkumu je zpřesnění údajů o extrasolárních planetách a získání srovnávacích dat pro budoucí projekty studia atmosfér exoplanet.
17. a 18. ledna 2013 sonda během 36 hodin fotografovala a složením fotografií vytvořila záznam pohybu komety C/2012 S1. V té době se nacházela ve vzdálenosti 793 miliónů kilometrů.

## Původ jména
Název sondy nebyl inspirován stejnojmenným katastrofickým sci-fi filmem Deep Impact.